# Dean S. Tarbell
Dean Stanley Tarbell (* 19. Oktober 1913 in Hancock, New Hampshire; † 26. Mai 1999 in Bolingbrook, Illinois) war ein US-amerikanischer Chemiker (Organische Chemie) und Chemiehistoriker.
Tarbell studierte ab 1930 Chemie an der Harvard University mit dem Bachelor-Abschluss 1934 und der Promotion bei Paul Doughty Bartlett 1937. Als Post-Doktorand war er bei Roger Adams an der University of Illinois. Im Zweiten Weltkrieg arbeitete er an Analysemethoden für Kampfgase wie Senfgas und arbeitete an der Entwicklung von Mitteln gegen Malaria mit. 1946 bis 1947  war er als Guggenheim Fellow in Oxford (und 1961/62 nochmals in Stanford). 1948 wurde er Professor an der University of Rochester, an der er seit 1938 als Instructor war, 1960 Charles Frederick Houghton Professor wurde und 1964 bis 1966 der Chemie-Fakultät vorstand. 1967 wurde er Distinguished Professor an der Vanderbilt University. 1981 ging er in den Ruhestand.
Als organischer Chemiker befasste er sich unter anderem mit Claisen-Umlagerung, Fries-Umlagerung, organischen Schwefelverbindungen, Derivaten von Glycerin, gemischten Anhydriden, Naturstoffen und biologisch aktiven Substanzen wie Colchicin und Fumagillin und mit Krebsentstehung. Er beriet unter anderem den US Public Health Service.
Als Chemiehistoriker befasste er sich besonders mit der Geschichte der organischen Chemie in den USA.
1989 erhielt er den Dexter Award in Chemiegeschichte und 1973 er erhielt die Charles Holmes Herty Medal der American Chemical Society (ACS). 1980/81 stand er der History Division (HIST) der ACS vor.
Er war seit 1959 Mitglied der National Academy of Sciences und seit 1961 Mitglied der American Academy of Arts and Sciences.
Er sprach und las mehrere Sprachen, neben Deutsch und Französisch, klassischem Griechisch und Latein auch Arabisch und Russisch. In seinen historischen Arbeiten arbeitete er teilweise mit seiner Frau Ann Hoar Tracy zusammen, die er 1942 heiratete.

## Schriften
- mit A. T. Tarbell: Roger Adams, scientist and statesman, American Chemical Society, 1981
- mit A. T. Tarbell: Essays on the history of organic chemistry in the United States 1875-1955, Nashville: Folio Publ., 1986